# Easy (canción de Troye Sivan)
«Easy» es una canción del cantante y compositor sudafricano-australiano Troye Sivan de su quinto EP, In a Dream (2020). Se lanzó el 15 de julio de 2020, acompañado de su video musical, que fue dirigido por Sivan. En los ARIA Music Awards de 2020, el video fue nominado para el premio al Mejor Video.
El 10 de diciembre de 2020, Sivan lanzó una nueva versión de la canción con la cantante y compositora de country Kacey Musgraves y el productor Mark Ronson.

## Antecedentes
Líricamente, es una canción sobre alguien que intenta salvar una relación agonizante. Sivan canta que estar enamorado de su pareja era «fácil» y le ruega que «por favor, no lo deje». La pista supuestamente fue escrita sobre la ruptura de Sivan con el modelo y fotógrafo estadounidense Jacob Bixenman, con quien había salido de 2016 a 2020.

## Recepción crítica
Justin Curto de Vulture calificó la canción como «una salida más relajada que 'Take Yourself Home', construida alrededor de algunos tambores, mucho autotune y un solo de sintetizador de flauta». Stephen Daw de Billboard escribió: «Con una producción de los 80 y la clásica entrega relajada de Sivan, 'Easy' sigue a la estrella mientras examina una relación que se desmorona, rogándole a su amante que le dé una segunda oportunidad a su relación».

## Video musical
Lanzado el 16 de julio de 2020, el video autodirigido se centra en un Sivan con el corazón roto que intenta llegar a un acuerdo con una ruptura reciente en una gran mansión. Visualmente, el video usa una paleta de colores gris, azul y verde apagados mientras Sivan canta hasta que se sienta a ver un video musical inspirado en los 80 en la televisión que muestra a Sivan rindiendo homenaje a David Bowie, vistiendo un Gucci marrón vintage y guantes de cuero negr. Sivan luego sucumbe al dolor de perder a su amante cuando un espejo cae encima de él, dejando un gran corte en su frente. Clips de Sivan actuando como Bowie y sentado solo en la mansión bebiendo y llorando se intercalan con él bailando temblorosamente por la habitación. Posteriormente, su cuerpo estalla en llamas en forma de cruz y Sivan cae hacia atrás en una piscina y se hunde hasta el fondo. El video recibió 300.000 visitas en sus primeras nueve horas de lanzamiento.  El video fue nominado al Premio ARIA al Mejor Video en los ARIA Music Awards 2020.

## Posicionamiento en listas
| Listas (2020)                    | Mejor posición |
| -------------------------------- | -------------- |
| Hungría (Single Top 40)          | 4              |
| Nueva Zelanda Hot Singles (RMNZ) | 11             |

## Remix
«Easy» fue remezclado con la voz de la cantante estadounidense Kacey Musgraves y la producción del músico británico Mark Ronson. Se lanzó el 10 de diciembre de 2020. Musgraves coescribió e interpretó un nuevo verso para la canción, y Ronson agregó un «latido disco-pop» a la canción.
Sivan tuiteó que colaboró con «dos de [sus] artistas favoritos de todos los tiempos» y filmó un video musical que «[tenía] potencial para ser [su] favorito [que ha hecho]» en noviembre, y anunció su colaboración con Musgraves y Ronson el 7 de diciembre. Sivan y Musgraves colaboraron previamente en la canción «Glittery» de The Kacey Musgraves Christmas Show (2019).

#### Video musical
El video musical del remix fue filmado en Nashville, Tennessee y dirigido por Bardia Zeinali, quien anteriormente dirigió el video musical de la canción de 2018 de Sivan «Dance to This». Fue lanzado para coincidir con la canción el 10 de diciembre de 2020. Presenta a Sivan y Musgraves como dos personas que huyen, conducen autos antiguos, se tiñen el cabello en el baño de un motel, con Sivan explicando a Vogue que su personaje y el de Musgraves «han tenido por separado nuestras propias experiencias, arrepentimientos, despreciado a nuestros amantes y encontraron consuelo el uno con en el otro».

## Historial de lanzamiento
| País           | Fecha                   | Formato                     | Versión      | Discográfica            | Ref    |
| -------------- | ----------------------- | --------------------------- | ------------ | ----------------------- | ------ |
| Varios         | 15 de julio de 2020     | Descarga digital, streaming | Estándar     | EMI, Universal, Capitol | [ 1 ]  |
| Varios         | 10 de diciembre de 2020 | Descarga digital, streaming | Easy (Remix) | EMI, Universal, Capitol | [ 12 ] |
| Estados Unidos | 19 de enero de 2021     | Contemporary hit radio      | Easy (Remix) | Capitol                 | [ 3 ]  |